# الصرحة (شبام كوكبان)

تعديل مصدري - تعديل

الصرحة هي إحدى قرى عزلة الأهجر بمديرية شبام كوكبان التابعة لمحافظة المحويت، بلغ تعداد سكانها 1141 نسمة حسب تعداد اليمن لعام 2004.